# Marta Canales Pizarro
Marta Canales Pizarro (Santiago de Xile, 17 de juliol de 1895 - ibídem, 6 de desembre de 1986) fou una violinista, pianista, directora de corals i compositora xilena.

## Biografia
Va néixer a Santiago de Xile i va debutar com a violinista als onze anys tocant el Concert per a violí de Felix Mendelssohn. Amb els seus germans, va fundar un conjunt de cambra que va estar actiu entre 1916 i 1920. Després d'acabar la seva carrera d'intèrpret, va estudiar composició amb Luigi Stefano Giarda, i després va treballar com a compositora i directora de corals.
Marta Canales va ser la primera directora que es va presentar al teatre Colón de Buenos Aires amb un cor de 120 veus. Va formar diversos cors com l'Amalia Errázuriz, de l'any 1933, i va dirigir des del 1944 el cor Ana Magdalena Bach.
Va morir a Santiago, als 93 anys.

## Obres
Les obres seleccionades inclouen:
- "Marta y María", oratori per a solistes, cor, orgue i orquestra de corda (1929)
- "Misa de Eucaristía" per a quatre veus mixtes, cor i orquestra de corda (1930)
- "Misa de Navidad" per a cor mixt de quatre veus i orquestra (1930)
- "Misa en estilo gregoriano" per a veu i orgue (1933)
- "Madrigales Teresianos", recull de dotze corals, quatre veus mixtes sobre la poesia de Santa Teresa de Jesús (1933)
- "Himnos y cantos sacros en estilo gregoriano" per a veu i orgue (1936–1940)
- "Elevación", poema per a orgue, arpa i orquestra de corda
- "Cuatro canciones de cuna" per a quatre cors de veu
- "Dos canciones" per a quatre veus iguals
- "Cantares Chilenos", col·lecció de deu melodies, cors harmonitzats a veus iguals, extretes del folklore (1946)
- "Villancicos", recull de cinquanta cançons tradicionals nadalenques del folklore o tradició de diferents nacions amb cors harmonitzats a quatre veus iguals (1946)[4]